# Yi Long Wan
Yi Long Wan (kinesiska: 二浪灣, 二浪湾) är en vik i Hongkong (Kina). Den ligger i den västra delen av Hongkong.